# Orville Peck
Orville Peck és un músic de country sud-africà establert al Canadà. Un dels seus trets més característics és que sempre porta una màscara amb serrells i mai ha mostrat la seva cara públicament. Va llançar el seu àlbum debut Pony el 2019, seguit de l'EP Show Pony l'any següent. El seu segon àlbum d'estudi Bronco es va publicar el 8 d'abril de 2022.

## Biografia
Peck va néixer a Johannesburg, Sud-àfrica, on va viure fins als 15 anys. En alguna entrevista Peck ha comentat que la seva introducció al món de la música és autodidacte i que toca la guitarra acústica i el teclat. És fill d'un enginyer de so i de petit va fer treballs de veu en off per a dibuixos animats i en mitjans de comunicació diversos. També estudià ballet durant 12 anys, i, de fet, ha treballat en teatre musical. Als vint anys, Peck ja havia participat en gires nacionals d'obres musicals.
Si bé no se sap exactament la seva edat, si que Peck ha mencionat com amb vint i uns quants anys es traslladà a Londres per estudiar interpretació a la London Academy of Music and Dramatic Art, i més tard va protagonitzar una obra de teatre al West End.

## Carrera musical
«Orville Peck» és un pseudònim; s'ha descrit com «pressumiblement més gran de 20 i menor de 40». Peck va autoproduir el seu àlbum debut, Pony, i el va llançar el 2019 mitjançant una col·laboració amb Sub Pop. Ha explicat com ell mateix va «escriure, produir i tocar tots els instruments que va poder» a l'àlbum mentre treballava en una cafeteria i vivia amb els seus pares. El juny d'aquell mateix any, va interpretar les seves cançons «Dead of Night» i «Take You Back» en directe al Q de CBC Radio One. Pony va ser inclòs a la llista del Polaris Music Prize 2019 el juny de 2019. L'àlbum també va rebre una nominació al Premi Juno com a àlbum alternatiu de l'any als Premis Juno del 2020.
Peck va interpretar «Dead of Night», probablement el seu tema més conegut, al programa d'entrevistes nocturn de Jimmy Kimmel, Jimmy Kimmel Live, el 29 de gener de 2020. En aquesta aparició també anuncià una gira pels Estats Units, incloent actuacions als festivals de Coachella i Stagecoach.
El maig de 2020, Peck va anunciar la continuació del seu àlbum debut, un EP titulat Show Pony, amb data de llançament el 12 de juny de 2020. No obstant això, no es produí fins al mes de juliol d'aquell any, en reconeixement del moviment Black Lives Matter i les protestes en curs contra la brutalitat policial als Estats Units.
Peck va gravar una versió de «Smalltown Boy» per a l'edició de l'orgull del 2020 de la sèrie de singles de Spotify. La cançó es va publicar exclusivament a Spotify el 29 de juny de 2020 i a la resta de plataformes el 31 de juliol de 2020.
L'abril de 2021, Peck va aparèixer a l'EP de la drag queen i cantant estatunidenca Trixie Mattel, Full Coverage, Vol. 1. Va aparèixer a la cançó «Jackson», una versió a duet de Johnny Cash i «Jackson» de June Carter Cash. Al juny, es va revelar que era el sisè artista del proper àlbum de Lady Gaga Born This Way The Tenth Anniversary, amb Peck reimaginant la cançó «Born This Way» amb un estil country.

## Discografia
- Pony, Sub Pop (març de 2019)
- Bronco, Columbia Records, Sub Pop (abril de 2022)